# Unión Española de Deportes

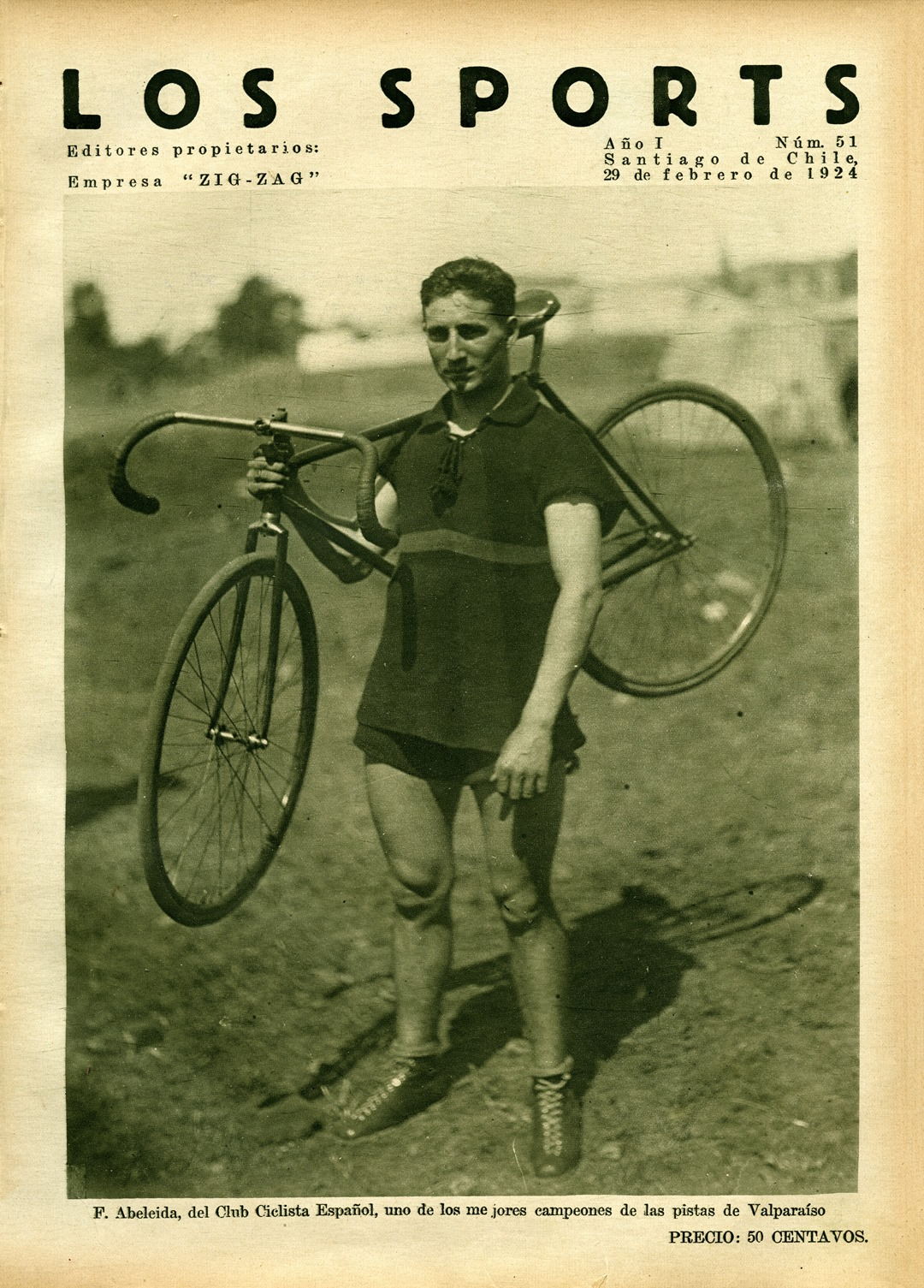
F. Abeleida, del antiguo Club Ciclista Español.

La Unión Española de Deportes es una entidad deportiva de Chile con base en la ciudad Valparaíso. Representativa de la colectividad de inmigrantes españoles, tiene sus orígenes en la constitución del Club Ibérico de Regatas el 8 de diciembre de 1903, día que la institución adoptó como su fecha de celebración. 
Unión Española de Deportes se fundó el 9 de octubre de 1927, luego de que el Club Ibérico de Regatas, el Club Ciclista Español, el Club Deportivo Español de Valparaíso, el Club Ciclista Ibérico y el Club Deportivo Alfonso XIII de Viña del Mar decidieran fusionarse a fin de agrupar a todos los inmigrantes españoles y sus descendientes en torno a una única institución, así como fortalecerse deportiva y administrativamente. Adicionalmente, en julio de 1991 la Unión Española de Deportes se integró al recién conformado Estadio Español Valparaíso - Viña del Mar, constituido por las principales organizaciones españolas de ambas ciudades.
Durante sus primeros años de existencia, los clubes españoles fueron grandes difusores de la actividad física en las ciudaded de Valparaíso y Viña del Mar, destacando principalmente en la práctica del básquetbol, el ciclismo.

## Ramas

### Básquetbol
La sección de básquetbol de la Unión Española tiene sus orígenes en la fundación del Club Deportivo Español de Valparaíso el 9 de febrero de 1919. 
Con la conformación de la Asociación de Básquetbol de Valparaíso a comienzos de los años 1920, el club se convirtió en una de las instituciones más importantes de país, dominando la competencia local de forma casi initerrumpida, hasta finales de los años 1940, y siendo la base de la Selección de Chile que alcanzó el primer lugar del Torneo Sudamericano adulto en 1937, a la fecha, el logró más importante del básquetbol chileno a nivel masculino. Durante este período, una de sus principales figuras fue el pívot Rafael Palacios Campos.
En 1965 Unión Española se coronó como campeón del primer Campeonato Nacional de Clubes Campeones, disputado en Antofagasta y que reunió a equipos de siete ciudades del país. En el plantel campeón destacaron las figuras de Jorge Ferrari, Luis González y Francisco Pérez.

#### Gira internacional de 1952
En 1952, Unión Española realizó una gira por España en la que enfrentó, entre otros equipos, a la Selección de baloncesto de España, a la que venció por 39 a 35.
|             | Res.  | Rival                   |
| ----------- | ----- | ----------------------- |
| U. Española | 44-51 | Selección de Madrid     |
| U. Española | 39-57 | Selección de Cataluña   |
| U. Española | 41-41 | Barcelona               |
| U. Española | 59-37 | Samaranch               |
| U. Española | 37-33 | Ripollet                |
| U. Española | 35-28 | Huesca                  |
| U. Española | 32-24 | Zaragoza                |
| U. Española | 41-9  | Selección de Guipúzcoa  |
| U. Española | 50-29 | Bilbao                  |
| U. Española | 41-23 | Santander               |
| U. Española | 36-26 | Cultural Covadonga      |
| U. Española | 50-37 | Selección de Asturias   |
| U. Española | 32-22 | Selección Salmantina    |
| U. Española | 56-32 | Selección Vallisoletana |
| U. Española | 12-6* | Pisuerga                |

(*) No finalizó

#### Torneos locales
- Asociación de Básquetbol de Valparaíso:[7] 1924, 1925, 1926, 1927, 1928, 1929, 1930, 1931, 1933, 1934, 1935, 1936, 1937, 1938, 1939, 1940, 1941, 1942, 1943 1944, 1945, 1946, 1947, 1948, 1949, 1951, 1953, 1964, 1985, 1999, 2000, 2008, 2010, 2011, 2012[8]
- Asociación de Básquetbol de Viña del Mar (1): 1932
- Torneo de Apertura Asociación de Básquetbol de Valparaíso: 2008[8]

- Torneo Erasmo López de la Asociación de Básquetbol de Santiago (1): 1982

#### Torneos nacionales
- Torneos de Clubes Campeones de Chile: 1965

### Fútbol
Su rama de fútbol participó desde 1943 hasta 1945 en el campeonato de la Asociación Porteña de Fútbol Profesional.

### Remo

#### Categoría junior
- Copa El Mercurio (1.500 metros yola seis remos) (1): 1945

#### Categoría senior
- Copa Valparaíso Sporting Club (2.000 metros yola seis remos) (1): 1945
- Trofeo Reginato Hermanos (1.500 metros yola seis remos) (1): 1945